# Inimia nat
Inimia nat — вид богомолів родини Nanomantidae. Описаний у 2023 році.

## Назва
Цей вид вперше був виявлений за допомогою громадської наукової платформи iNaturalist. Дотримуючись стандартної практики для біномінальних імен, Inimia nat може бути скорочено до I. nat. Видова назва — гра слів, щоб віддати шану iNaturalist, назву якого іноді скорочують до iNat.

## Поширення
Ендемік Австралії. Поширений на південному сході штату Квінсленд.